# یاتاقان ساده
یاتاقان ساده، ساده‌ترین نوع یاتاقان است که در آن از هیچ جز غلتشی استفاده نمی‌شود. ساده‌ترین مثال یاتاقان ساده از نوع دورانی آن، میله‌ای است که در داخل یک لوله می‌گردد. و از نوع خطی آن، دو صفحه است که روی هم آزادانه حرکت می‌کنند. مانند کشوی یک میز که زایده‌های آن در داخل شیار بدنه میز حرکت می‌کند.

## نگارخانه

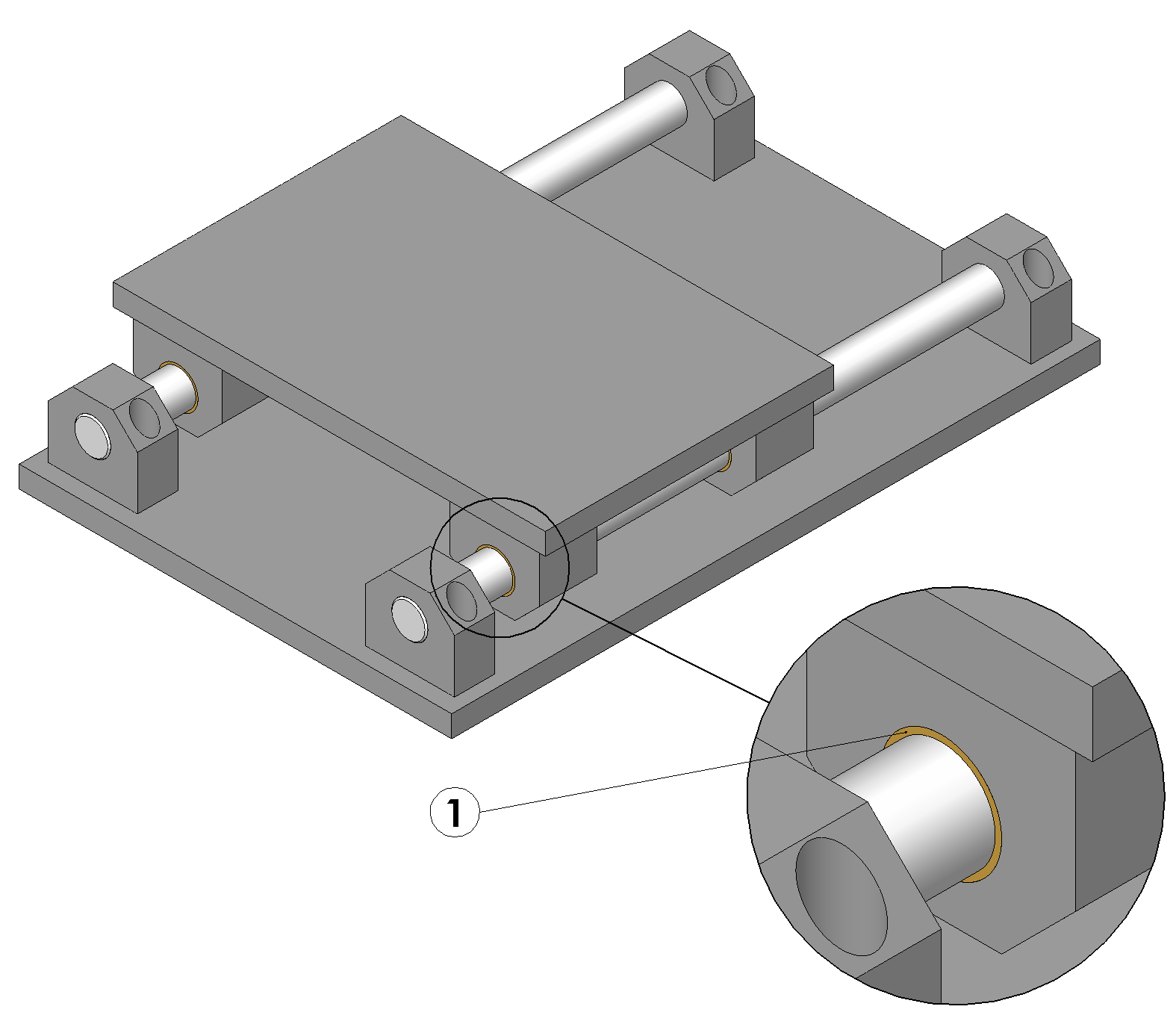
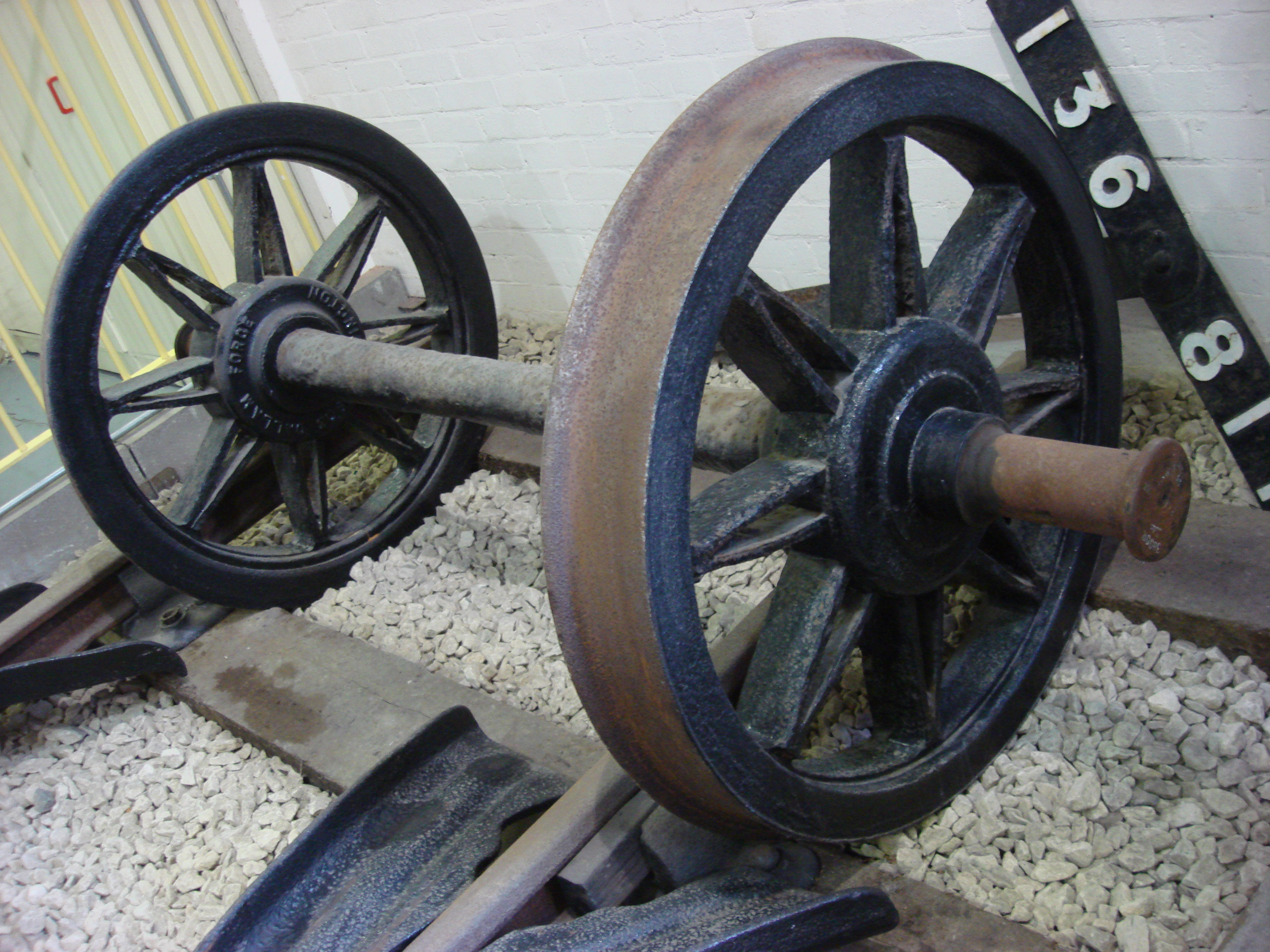
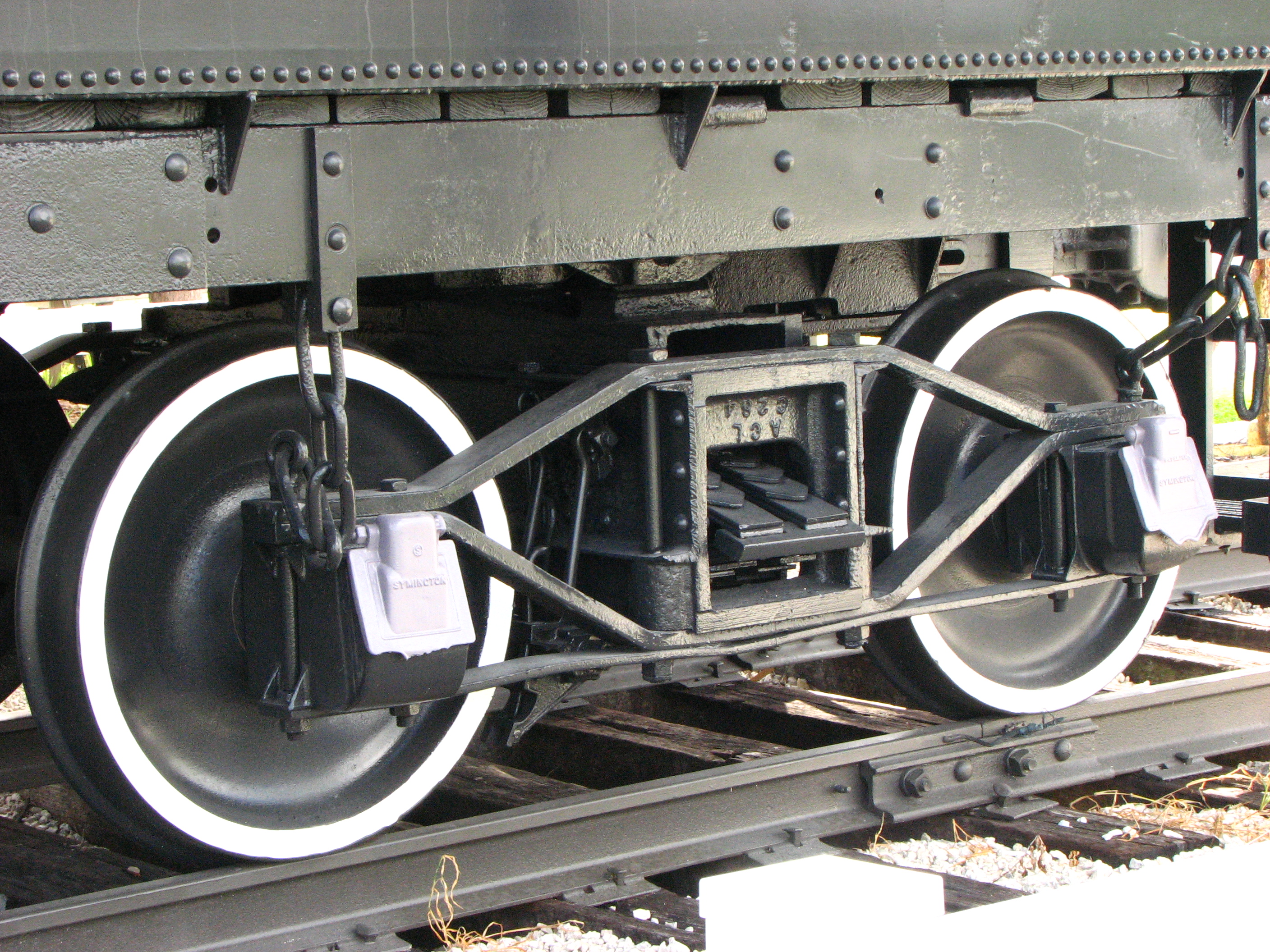
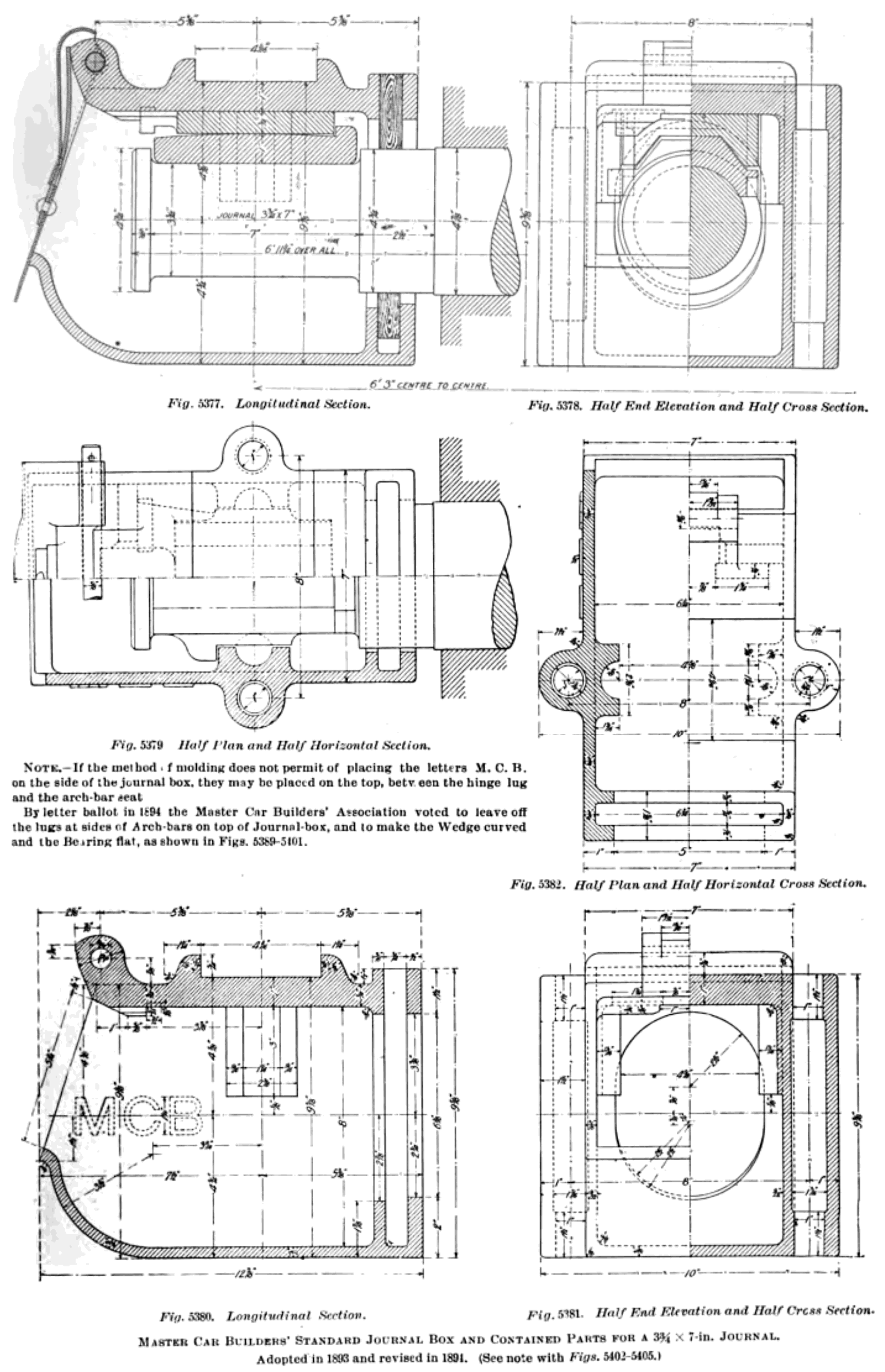
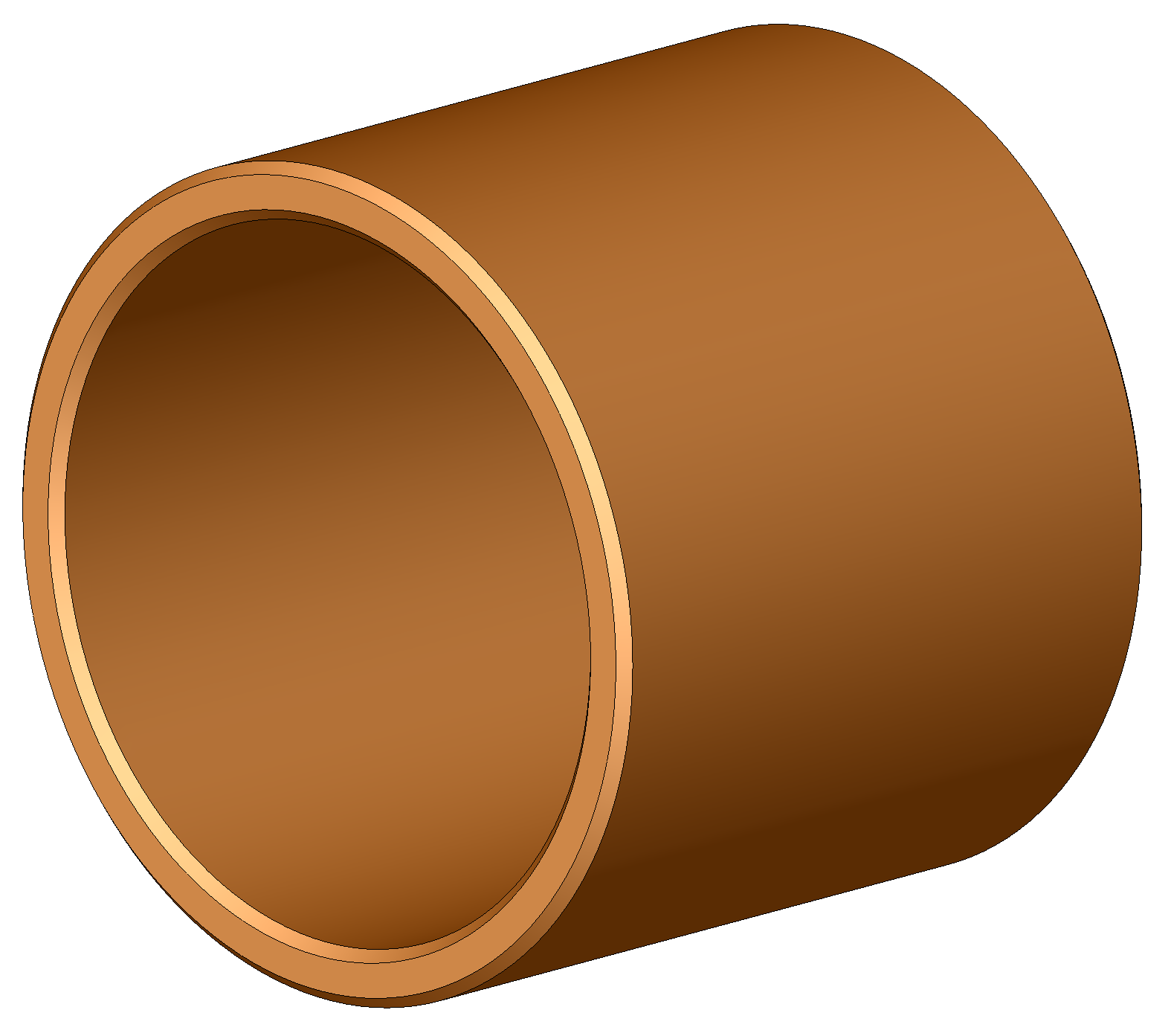
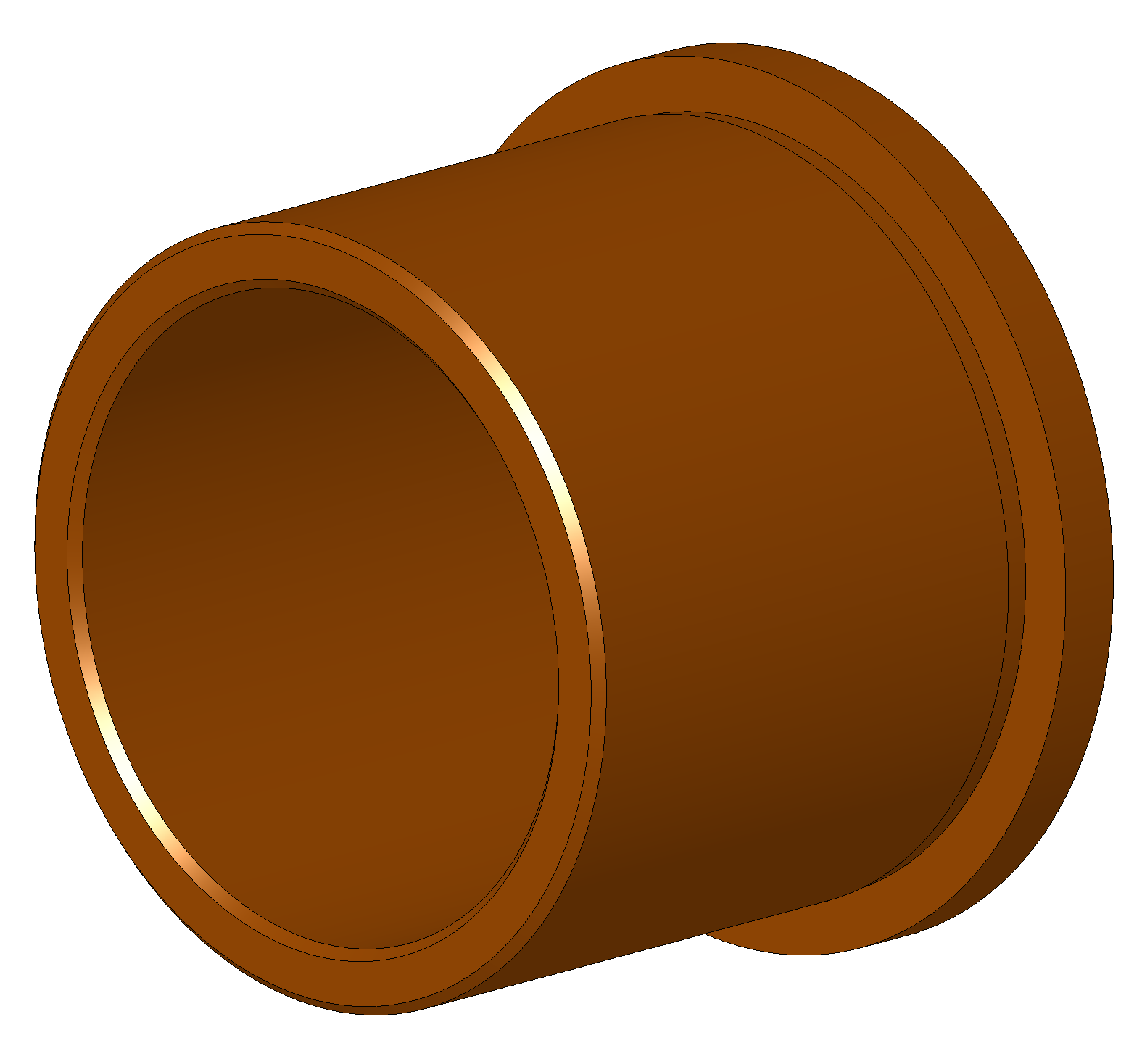
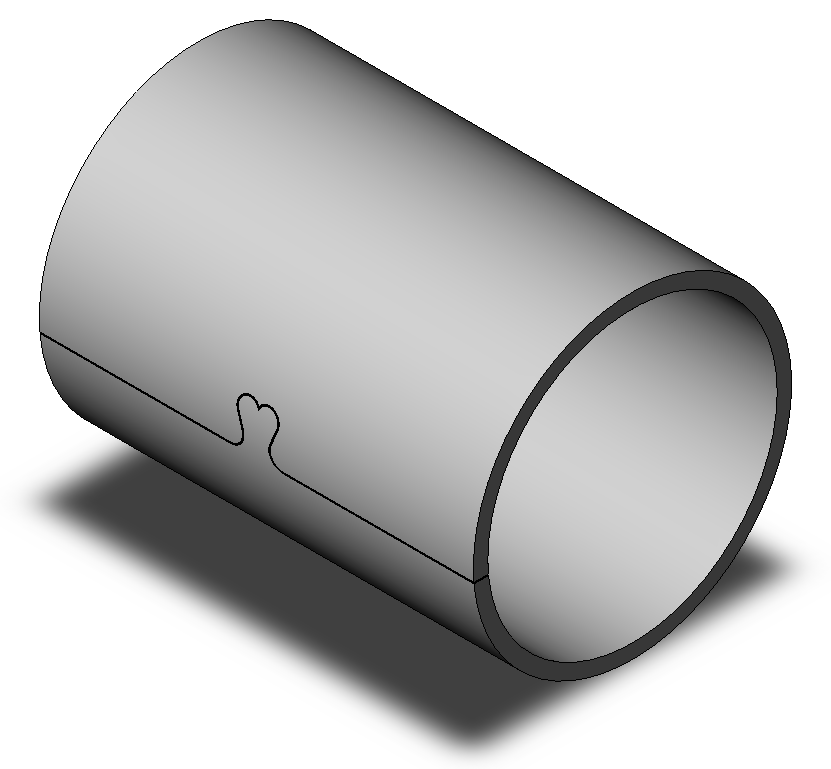